# Чемпионат мира по бегу по пересечённой местности 1982
Чемпионат мира по бегу по пересечённой местности 1982 года прошёл 21 марта в Риме (Италия).
Всего было проведено 4 забега — мужчины, женщины, а также забеги юниоров и юниорок. Также разыгрывались победители в командном первенстве — складывались результаты участников от страны и по сумме наименьшего времени определялись чемпионы.

## Результаты

### Мужчины
| Место | Имя               | Гражданство    | Время 0(м:с) |
| ----- | ----------------- | -------------- | ------------ |
| 1     | Мохамед Кедир     | Эфиопия        | 33:41        |
| 2     | Альберто Салазар  | США            | 33:45        |
| 3     | Род Диксон        | Новая Зеландия | 34:02        |
| 4     | Хансйорг Кунце    | ГДР            | 34:03        |
| 5     | Майк Маклеод      | Англия         | 34:07        |
| 6     | Эшету Тура        | Эфиопия        | 34:08        |
| 7     | Альберто Кова     | Италия         | 34:13        |
| 8     | Вернер Шильдхауер | ГДР            | 34:18        |